# Neotamandua
Neotamandua (лат.) — вымерший род млекопитающих семейства муравьедовых отряда неполнозубых. Их ископаемые остатки известны с миоцена по плиоцен (15,5—3,0 млн лет назад). Они найдены на территории Южной Америки в Аргентине и Колумбии. Это были наземные насекомоядные животные.

## Виды
На январь 2024 года в род включают 5 вымерших видов:
- †Neotamandua australis Scillato-Yané and Carlini, 1998
- †Neotamandua borealis Hirschfeld, 1976
- †Neotamandua conspicua Rovereto, 1914
- †Neotamandua greslebini Kraglievich, 1940
- †Neotamandua magna Ameghino, 1919